# Marek Gorzelniak
Marek Gorzelniak (ur. 12 lipca 1968 w Legnicy) – polski sztangista, olimpijczyk.
Przez długie lata związany ze Śląskiem Wrocław, w swojej długiej karierze zdobył 15-krotnie tytuł mistrza kraju. Brązowy medalista Mistrzostw Europy (kategoria do 56 kg, Aalborg 1990).
Emerytowany żołnierz zawodowy w stopniu starszego sierżanta.
Aktualny rekordzista kraju:
- 56 kg dwubój: 255 kg (Riesa 1998)
- 56 kg rwanie: 113 kg (Ciechanów 2003)
- 56 kg podrzut: 145 kg (Riesa 1998)
- 62 kg podrzut: 154 kg (Tarnowskie Góry 2004)

Dwukrotnie reprezentował Polskę na letnich igrzyskach olimpijskich. W 1992 w Barcelonie zajął 8. miejsce w wadze koguciej, zaś 4 lata później w Atlancie był 13. w wadze muszej.